# Вікторовська волость
Вікторовська волость — історична адміністративно-територіальна одиниця Краснинського повіту Смоленської губернії з центром у селі Панське.
Станом на 1885 рік складалася з 24 поселень, 19 сільських громад. Населення — 2588 осіб (1263 чоловічої статі та 1325 — жіночої), 344 дворових господарств.
|                     | Площа, десятин | У тому числі орної, дес. |
| ------------------- | -------------- | ------------------------ |
| Сільських громад    | 3749           | 2699                     |
| Приватної власності | 6864           | 1243                     |
| Іншої власності     | 114            | 55                       |
| Загалом             | 10727          | 3997                     |

Найбільші поселення волості станом на 1885:
- Панське — колишнє власницьке село, 136 осіб, 19 дворів, православна церква, школа, водяний млин. За 4 версти — винокурний завод, водяний млин.
- Волоєдово — колишнє власницьке село при річці Ляховка, 325 осіб, налічувалось 56 дворових господарств, існувала школа.
- Високе — колишнє власницьке село, 94 особи, налічувалось 15 дворових господарств, існували православна церква, каплиця.